# Versammlung der katholischen Patriarchen und Bischöfe im Libanon

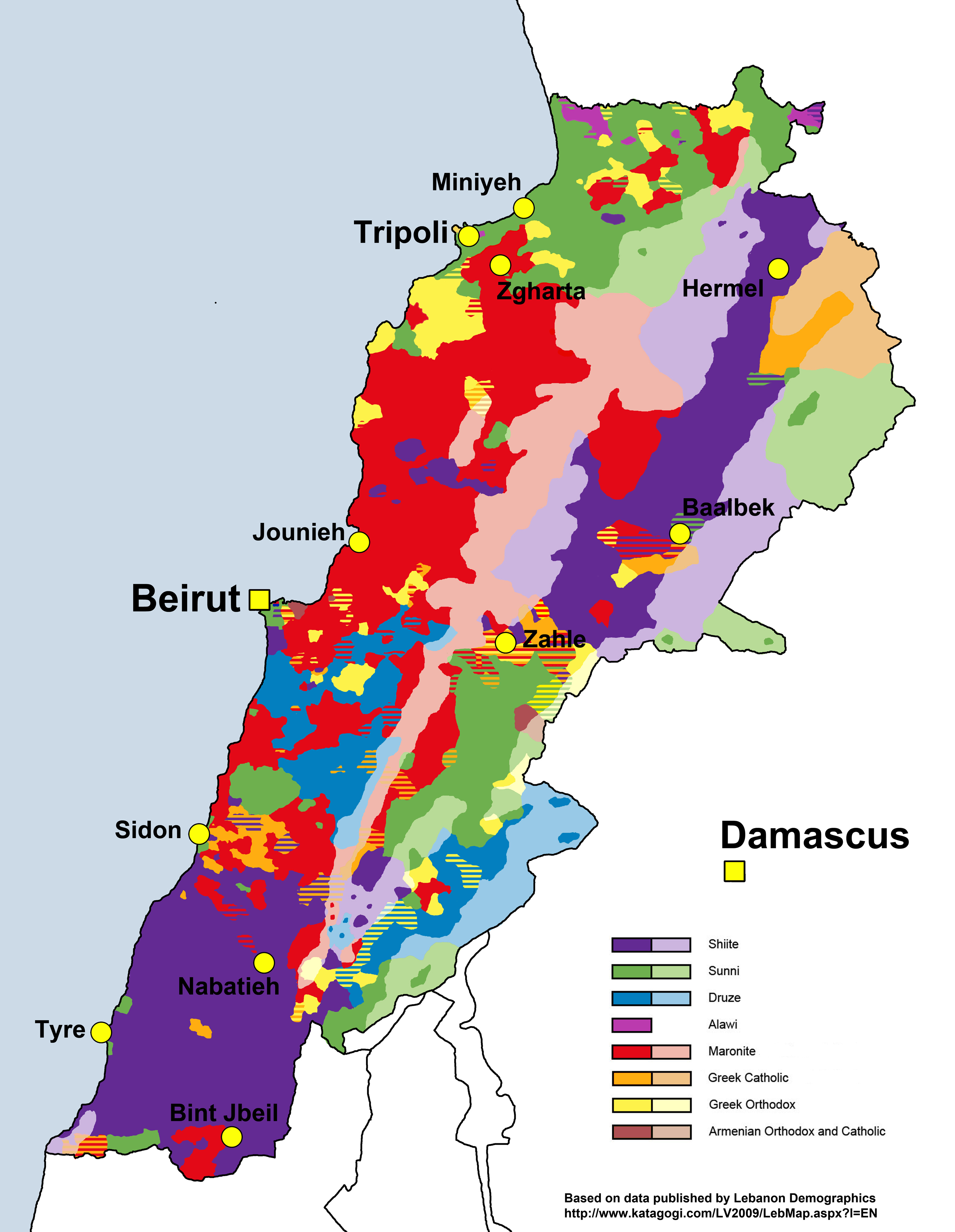
Übersicht der Religionsgruppen im Libanon (2012)

Die Versammlung der katholischen Patriarchen und Bischöfe im Libanon (französisch Association des Patriarches et Èveques Catholiques du Liban; kurz APECL) ist ein 1967 gegründeter „Rat der katholischen Patriarchen und Bischöfe im Libanon“.
Der Rat ist eine juristische Person, die in allen Aspekten ihrer Ziele, Strukturen, Befugnissen und Aktivitäten eine eigene Rechtspersönlichkeit besitzt. Er ist insofern tätig, ohne die Rechte und Befugnisse der Versammlungen der Bischöfe der patriarchalischen Kirchen zu beeinträchtigen. Der Sitz des Rates ist der patriarchalische Hauptsitz in Bkerke.
Der Rat stellt die Vereinbarkeit katholischer Vereinigungen mit den von der APECL genehmigten Statuten sicher. Ziel ist die Einheit und Förderung der katholischen Kirche im Libanon, insbesondere die Koordinierung der katholischen Gemeinschaft und der Informationsaustausch untereinander.
Präsident ist der maronitische Patriarch; derzeit Kardinal Béchara Pierre Raï, Maronitischer Patriarch von Antiochien und des ganzen Orients. Mitglieder der Versammlung sind die Maronitische Kirche, Melkitische Griechisch-katholische Kirche, Syrisch-katholische Kirche, Armenisch-katholische Kirche, Chaldäisch-katholische Kirche und die Lateinische Kirche (Apostolisches Vikariat Beirut) und zwar die Patriarchen, Bischöfe und Weihbischöfe, apostolische oder patriarchalische Verwalter der vakanten Eparchien sowie Generalobere der Klöster und Delegierte von Männern und Frauen aus den Kongregationen.